# Дейв Волліс
Дейв Волліс (англ. Dave Wallis; 27 листопада 1917, Мерілебон, Лондон — 12 червня 1990, Freda Gunton, England) — англійський письменник.

## Творчість
Відомий переважно завдяки роману «Лише закохані вижили» (англ. Only Lovers Left Alive, 1964).
Роман написаний в жанрі постапокаліптики: всі дорослі в Англії покінчили життя самогубством, і країна залишилася в розпорядженні дітей і підлітків, які перетворили її в поле нескінченних битв і насильства. Книга справила помітне враження на сучасників: про неї, зокрема, згадував у своєму останньому інтерв'ю Джим Моррісон.
Назву для роману Волліс запозичив з вірша Джека Ліндсея «Відроджена земля» (англ. Earth reborn), перший рядок якого служить книзі епіграфом:
|  | If mankind died at twenty-five (save poets & musicians) and only lovers were left alive to throng their exhibitions… |

Книга планувалася до екранізації у 1966 році за участю музикантів групи Rolling Stones, знімати картину повинен був  Ніколас Рей. Однак екранізація так і не відбулася.

У 1976 р. в Англії був випущений комікс за мотивами роману Волліса, «Kids Rule O. K.».".

Російською мовою у скороченому перекладі Льва Димова роман отримав назву «Молодий світ» і у 1991 році був опублікований в журналі «Навколо світу»

У 1970 році Роджер Корман випустив фільм «Газ! Або як довелося знищити світ, щоб його врятувати»,   який сюжетно дуже схожий з «Молодим Світом».

## Сучасники про роман «Лише закохані вижили»
«Книжка підходила і за ціною, і за змістом. У ній теж був незвичайний сюжет. Її автор — вчитель з Йоркшира на ім'я Дейв Уолліс, але, на жаль, на відміну від „Механічного апельсина“, вона не була настільки захоплюючою. Ви переставали стежити за сюжетом вже через пару сторінок — надто вже нереально і ексцентрично. Ваша уява не витримувало подібної навантаження.» — Ендрю Олдхем.